# Zaviralci histaminskega receptorja H2
Zaviralci histaminskega receptorja H2 ali H2-antagonisti so skupina protiulkusnih učinkovin, ki preprečijo vezavo histamina na histaminske H2-receptorje in zmanjšajo nastajanje želodčne kisline (npr. ranitidin, cimetidin). Pred uvedbo zaviralcev protonske črpalke so se zaviralci histaminskega receptorja H2 uporabljali pogosteje, vendar se njihova učinkovitost hitro zmanjša zaradi razvoja tahifilaksije in so zato zaviralci protonske črpalke učinkovitejša in danes pogosteje uporabljena zdravila.

## Predstavniki
V skupino zaviralcev histaminskega receptorja H2 spadajo naslednje učinkovine:
- cimetidin
- ranitidin
- famotidin
- nizatidin
- niperotidin
- roksatidin
- lafutidin

## Klinična uporaba
Zaviralci histaminskega receptorja H2 se uporabljajo za zdravljenje gastrointestinalnih bolezni, ki so povezane s čezmernim izločanjem želodčne kisline:
- razjede želodca ali dvanajstnika
- gastroezofagealna refluksna bolezen (GERB)
- dispepsija
- preprečevanje želodčnih erozij, ki jih povzroča stres (indikacija samo pri ranitidinu)

## Neželeni učinki
Zaviralce histaminskega receptorja H2 bolniki načeloma dobro prenašajo; največ neželenih učinkov povzroča cimetidin. Lahko se pojavi hipotenzija (znižanje krvnega tlaka). Med redkimi neželenimi učinki se pojavljajo glavobol, utrujenost, omotica, zmedenost, driska, zaprtje in izpuščaj.  Cimetidin lahko pri moških povzroči ginekomastijo, izgubo spolne sle in tudi impotenco, vendar vsi ti neželeni učinki ob prekinitvi zdravljenja izzvenijo.